# Kenneth Burke
Kenneth Burke (Pittsburgh, 5 maggio 1897 – Andover, 19 novembre 1993) è stato un filosofo e critico letterario statunitense, noto soprattutto per i suoi studi di retorica e di estetica.

## Biografia
Il suo percorso di formazione culturale iniziò presso la Peabody High School, assieme al suo amico Malcolm Cowley e proseguì all'Ohio State University ed alla Columbia University, che abbandonò poco prima della laurea. Negli anni 1916-1917 frequentò gli ambienti di avanguardia presenti al Greenwich Village.
Durante l'anno 1919 sposò Lily Mary Batterham, con la quale ebbe tre figlie, la futura femminista antropologa Eleanor Leacock (1922-1987), la musicista Elspeth Chapin Hart (1920), e la scrittrice France Burke (1925). Da un secondo matrimonio, Burke ebbe due figli maschi.
Burke collaborò con la rivista letteraria The Dial nel 1923, come critico musicale dal 1927-1929 e per conto della The Nation nel triennio 1934-1936, e ricevette vari riconoscimenti, come il Guggenheim Fellowship nel 1935, ed il Dial Award nel 1928 per i suoi servigi resi alla letteratura americana.
Nonostante la raccolta di racconti The White Oxen (1924) e il romanzo Towards a Better Life (1932, che vinse il National Medal for Literature nel 1980), decise di occuparsi piuttosto soltanto di critica, a partire da Counter-Statement (1931), sua prima raccolta di critiche, cui seguirono Permanence and Change (1935), Attitudes toward History (1937, 2 voll.) e The Philosophy of Literary Form (1941).
Insegnò anche, dal 1943 al 1961 con contratti part-time, al "Bennington College" del Vermont, quando scrisse A Grammar of Motives (1945) e Rethoric of Motives (1950). Pubblicò ancora The Rhetoric of Religion: Studies in Logology (1961) e Language as Symbolic Action (1966).
Morì all'età di 96 anni.

## Opere e pensiero
Burke subì fortemente l'influenza delle teorie di Karl Marx, Sigmund Freud, di Friedrich Nietzsche e di Thorstein Veblen. Burke mantenne contatti con un buon numero di letterati, scrittori e pensatori del suo tempo, tra cui William Carlos Williams, Malcolm Cowley, E.E. Cummings, Gorham Munson, Robert Penn Warren, Allen Tate, Ralph Ellison, Katherine Anne Porter, Jean Toomer, Hart Crane, e Marianne Moore. Gli intellettuali che invece subirono l'influenza del pensiero di Burke furono, tra gli altri, Harold Bloom, Stanley Cavell, Susan Sontag, Geoffrey Hartman, Edward Said, René Girard, Fredric Jameson, e Clifford Geertz.
Il modello di pensiero proposto da Burke rappresentò un elemento di rottura con la corrente marxista che imperava negli anni trenta nell'ambito della critica letteraria. Le tematiche topiche sviluppate da Burke furono la politica, la società, il potere ed i suoi simboli. Rilevanti risultarono i suoi approfondimenti riguardo l'utilità della guerra, presenti in Ad bellum purificandum, i suoi studi di retorica aventi lo scopo di migliorare la comprensione degli accadimenti umani, le sue teorie sulle cause dei conflitti e suoi vantaggi della cooperazione sociale.
Burke analizzò la funzione del linguaggio ed i suoi significati simbolici tendenti ad integrare una collettività, ma anche a produrre dissidi nel caso di interpretazione o utilizzo di simboli diversi.
Il modello filosofico sociale di Burke fu costituito dalla basilare introduzione di alcuni elementi chiave, come le "scene", gli "atti" e gli "agenti", necessari per interpretare le interazioni sociali e le forme di comunicazione. Quindi Burke propose uno studio parallelo tra i caratteri peculiari del teatro e della letteratura con quelli della comune vita quotidiana. Se da un lato l'opera letteraria innesca nell'autore un processo di purificazione interiore e di sublimazione di fenomeni inconsci, dall'altro mette a disposizione per il lettore un rituale in grado di scatenare desideri e di soddisfarli e di incidere nell'ambito etico, politico ed estetico.
Burke scrisse trattati, saggi, articoli, racconti e numerosi libri per cercare una propria definizione di "essere umano". Da Counter-Statement più filosofico e retorico, a Permanence and Change, approfondimento sulle peculiarità e sulla storia degli atteggiamenti etici, da Attitudes Toward History, indagine sulla letteratura vista dalla prospettiva dei gesti rituali e simbolici, a Philosophy of Literary Form, prosecuzione dell'opera precedente e comprendente esempi pratici a sostegno del modello teorico, fino a Language as Symbolic Action, in cui Burke focalizzò la sua attenzione sugli strumenti che consentono agli esseri umani di conoscere la realtà, come le enciclopedie, le guide, i giornali e i mezzi di comunicazione, e sulle modalità necessarie alla costruzione di un modello di simboli socialmente accettato.
Il modello letterario di Burke, in definitiva, si dimostrò piuttosto complesso ed articolato, data anche l'assimilazione di elementi derivati dal marxismo, dalla psicoanalisi, dalla antropologia, e dalla semantica.
Tra le sue attività, non ultima va citata anche quella di compositore, esemplificata dalla canzone One Light in a Dark Valley, eseguita da Harry Chapin.
Intensa fu la sua presenza come conferenziere in varie università e college, tra i quali oltre al Bennington College, la Pennsylvania State University e la Chicago State University.

## Principali lavori
- Counter-Statement Archiviato il 24 febbraio 2012 in Internet Archive. (1931)
- Permanence and Change: An Anatomy of Purpose Archiviato il 30 maggio 2012 in Internet Archive. (1935)
- Attitudes Toward History (1937)
- Philosophy of Literary Form: Studies in Symbolic Action (1939)
- A Grammar of Motives Archiviato il 15 agosto 2011 in Internet Archive. (1945)
- A Rhetoric of Motives (1950)
- The Rhetoric of Religion: Studies in Logology (1961)
- Perspectives by Incongruity (1964)
- Terms for Order (1964)
- Language as Symbolic Action: Essays on Life, Literature, and Method (1966)
- Collected Poems, 1915-1967 (1968)
- Dramatism and Development (1972)
- Towards a better life, being a Series of epistles or declamations (1982)
- On Symbols and Society (1989)
- Selected Correspondence of Kenneth Burke and Malcolm Cowley: 1915-1981, a cura di Paul Jay (1990)
- Here and Elsewhere: Collected Fiction (2005)
- Late Poems, 1968-1993 (2005)
- Essays Toward a Symbolic of Motives (2006)
- Kenneth Burke on Shakespeare (2007)